# Минцони, Джованни
Джованни Минцони (итал. Giovanni Minzoni; 1 июля 1885 года, Равенна — 23 августа 1923 года, Арджента, провинция Феррара) — итальянский священник-антифашист, убитый фашистскими чернорубашечниками в 1923 году. Стал одной из первых широко известных жертв режима Муссолини наряду с социалистом Джакомо Маттеотти и либералом Джованни Амендолой. В 2023 году, к столетию со дня его мученической кончины, Дикастерия по делам святых дала разрешение на начало процесса беатификации и канонизации дона Минцони; первый (епархиальный) этап этого процесса был официально открыт 7 октября того же года торжеством в соборе Равенны.

## Биография

### Ранние годы. Первая мировая война
Минцони был выходцем из семьи среднего класса. Учился в семинарии, в 1909 году был рукоположен в священники. В следующем году он был назначен протоиереем в городе Арджента (в Эмилии-Романье). В 1912 году отправился учиться в Scuola Sociale в Бергамо, где ему была присвоена ученая степень. Дон Минцони, уважаемый как за свою отвагу, так и за решимость помогать крестьянам, во время Первой мировой войны был отправлен на фронт между Италией и Австро-Венгрией в качестве армейского капеллана.
Призванный армией Королевства Италия в августе 1916 года, он попросился на службу военным капелланом среди солдат на итальянском северо-восточном фронте. За проявленное в критический момент битвы на реке Пьяве мужество был награждён Серебряной медалью «За воинскую доблесть» .

### Послевоенная борьба за социальные права
В конце Первой мировой войны отец Минцони вернулся в Ардженту, где присоединился к «пополярам» — Итальянской народной партии, предшественнице христианских демократов. Хотя ориентация партии была скорее центристской, а её руководство было настроено весьма антисоциалистически, он сотрудничал с левыми силами и подружился с социалистическим профсоюзным лидером Натале Гайбой, которого в 1923 году убили чернорубашечники.
Этот и многие другие эпизоды решительно настроили политически активного священника против фашизма. Помимо идей о социальной справедливости, он все больше убеждался в необходимости кооперации и солидарности угнетённых, тем самым становясь открытым врагом фашистского режима, поддерживавшего корпоративизм.
Однако Арджента была «оккупирована» боевиками вооружённой фашистской группы Итало Бальбо, приехавшими для запугивания населения, ещё в апреле 1921 года, и с тех пор там господствовала атмосфера террора.

### Антифашистское скаутское движение
У себя в Ардженте Джованни Минцони отверг фашистское молодёжное движение (будущее Opera Nazionale Balilla), предпочитая обучать молодежь города христианским ценностям католицизма.
После встречи с отцом Эмилио Фаджиоли, основавшим в апреле 1917 года скаутскую группу Болонья I и ставшим региональным помощником католических скаутов в Эмилии-Романье, Минцони убедился в достоинствах скаутского движения и решил основать такую группу в своем приходе. Впоследствии в её ряды было зачислено более семидесяти юношей.
В июле 1923 года Минцони пригласил монсеньора Фаджоли рассказать прихожанам в Ардженте о целях скаутов. Местные фашисты открыто противодействовали созданию молодёжной группы, неподконтрольной Муссолини, и пообещали, что не допустят скаутов на главную площадь.

### Убийство Джованни Минцони
Несмотря на установление в стране фашистской диктатуры, Минцони энергично противился попыткам местных фашистов разгромить католические организации и побуждал молодёжь не сотрудничать с режимом. Все чаще вступавший в конфликт с местным муссолиниевским истеблишментом отец Минцони был убит около 22:30 вечера 23 августа 1923 года двумя фашистскими «сквадристами»-чернорубашечниками, Джорджо Молинари и Витторе Касони. Они настигли священника у порога его дома, проломив ему череп дубинкой. Как сообщается, они выполняли личный приказ «Квадрумвира» Итало Бальбо.
Незадолго до смерти дон Минцони написал в дневнике, что готов принять преследования и даже смерть во имя «триумфа Христа»:

### Освещение в прессе, суды и память
После получения новостей об убийстве дона Минцони итальянские газеты Il Popolo и La Voce Repubblicana, в 1923 году всё ещё имевшие частичную свободу, широко освещала убийство и вскоре раскрыли всех непосредственных исполнителей фашистского убийства и их тайного подстрекателя (Итало Бальбо).
Подлое убийство вызвало всеобщее возмущение, и Бальбо, которого открыто назвали заказчиком покушения, пришлось временно уйти в отставку со своего поста. Вместе с тем, при попустительстве части церковной верхушки власти попытались замять скандал: сам Бальбо направил архиепископу Равенны лицемерное письмо с выражением соболезнования семье и прихожанам дона Минцони, в то время как газета Муссолини Il Popolo d’Italia заявила, что убитый священник, «будучи пламенным членом партии „пополяров“, занимался политической пропагандой, вопреки указаниям высшей церковной иерархии».
Все обвиняемые были позже оправданы на суде в 1925 году из-за вмешательства и прямого давления со стороны фашистских отрядов и официозных пропагандистских органов.
Новый суд состоялся после окончания Второй мировой войны, когда фашисты лишились возможности дальше угрожать и скрывать правду. Однако приговор снял с Бальбо обвинения, хотя судебный процесс закончился осуждением двух мужчин за убийство второй степени.
После войны Джованни Минцони стал символом итальянского католического Сопротивления. Был написан ряд книг о мученической смерти этого провинциального приходского священника, широко известного своим мужеством и благочестивостью. По состоянию на 2016 год его мученичество отмечалось такими группами, как Azione Cattolica и Христианские ассоциации итальянских рабочих.